# Анос
Ано́с (алт. Онос, Он-Оос) — река в России, протекает по Республике Алтай в Чемальском районе. Устье реки находится в 186 км по левому берегу реки Катунь. Длина реки составляет 12 км.

## Данные водного реестра
По данным государственного водного реестра России относится к Верхнеобскому бассейновому округу, водохозяйственный участок реки — Катунь, речной подбассейн реки — Бия и Катунь. Речной бассейн реки — (Верхняя) Обь до впадения Иртыша.

## Галерея

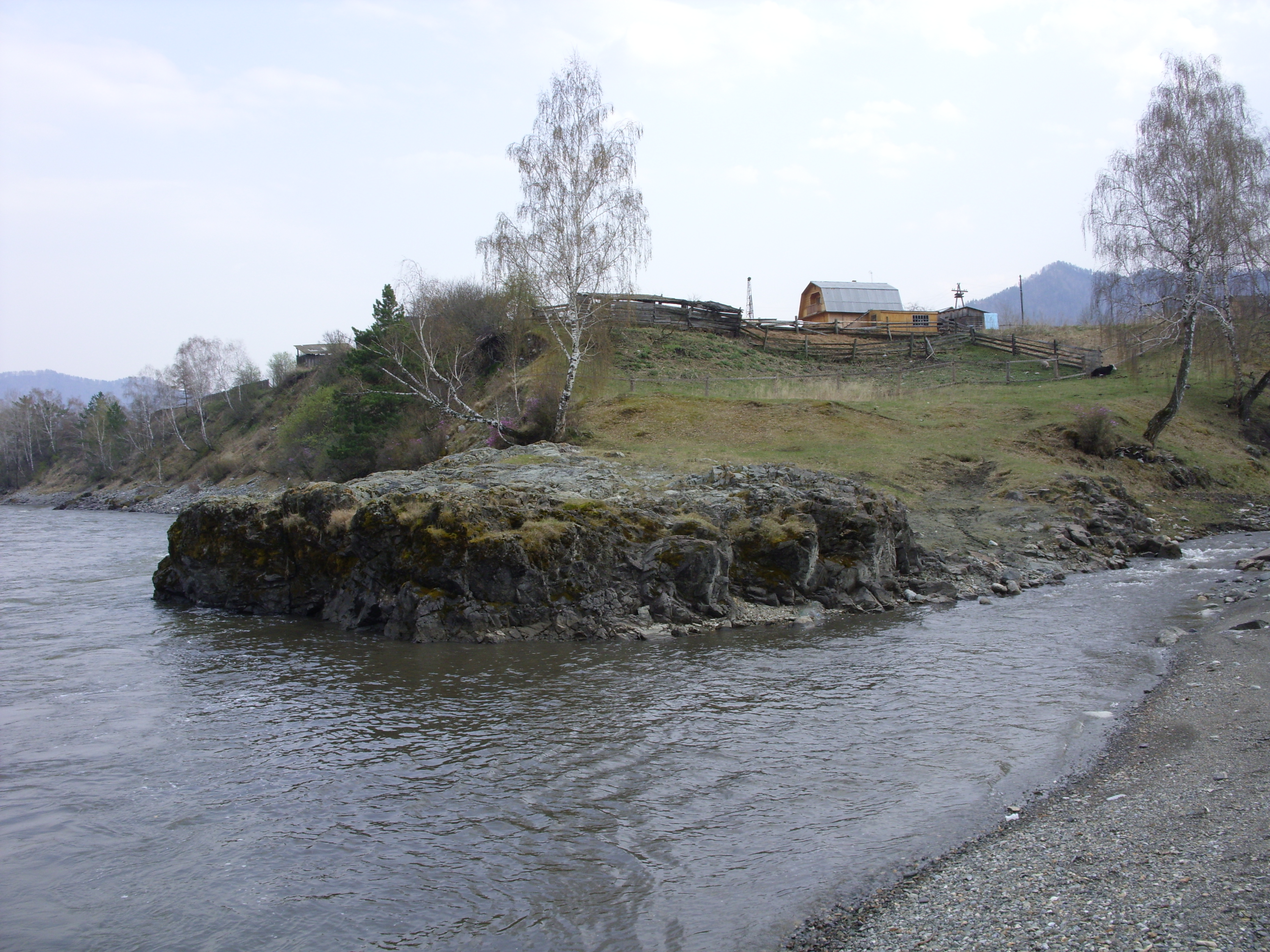
Устье реки Анос
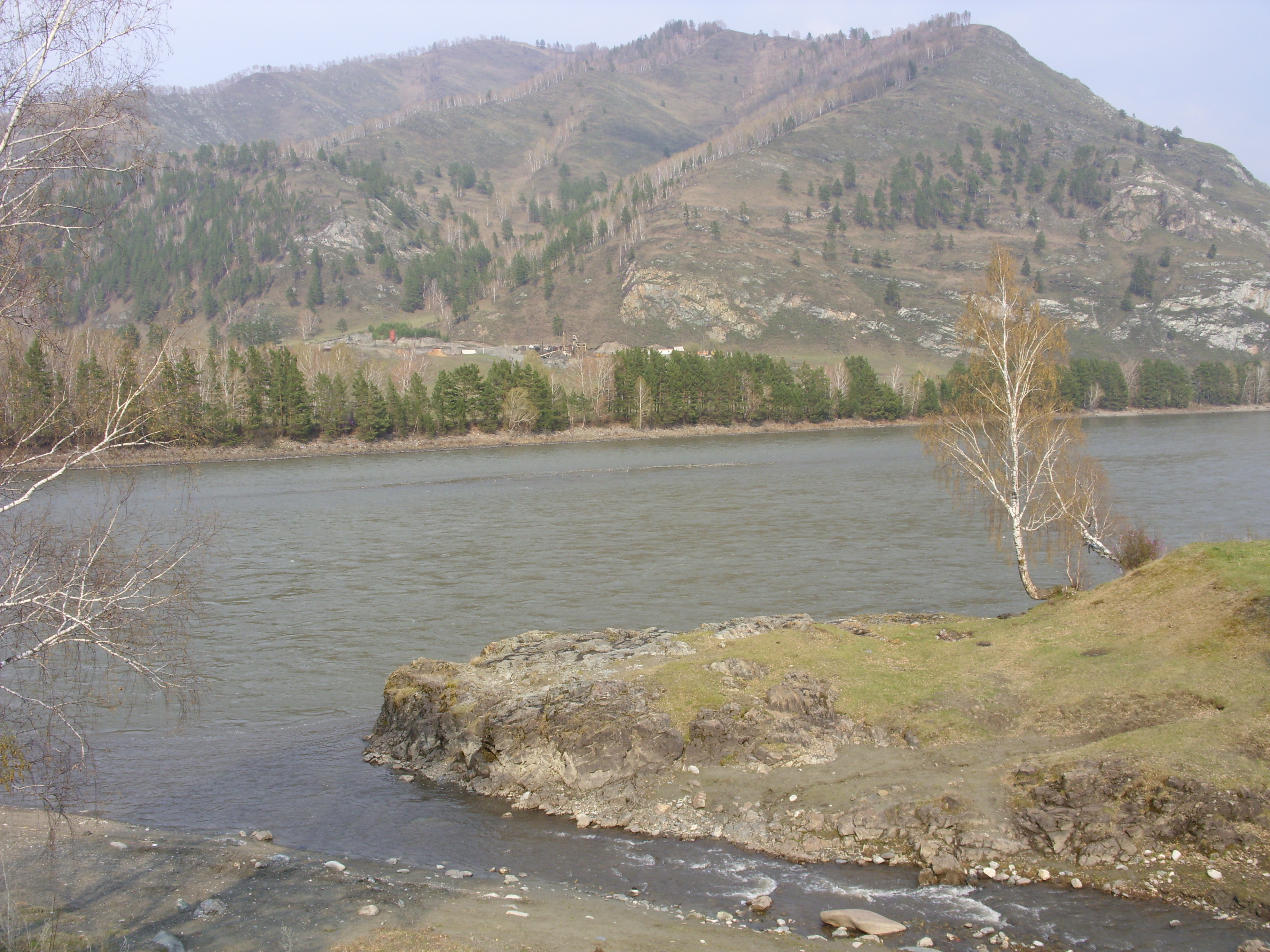
Впадение в Катунь
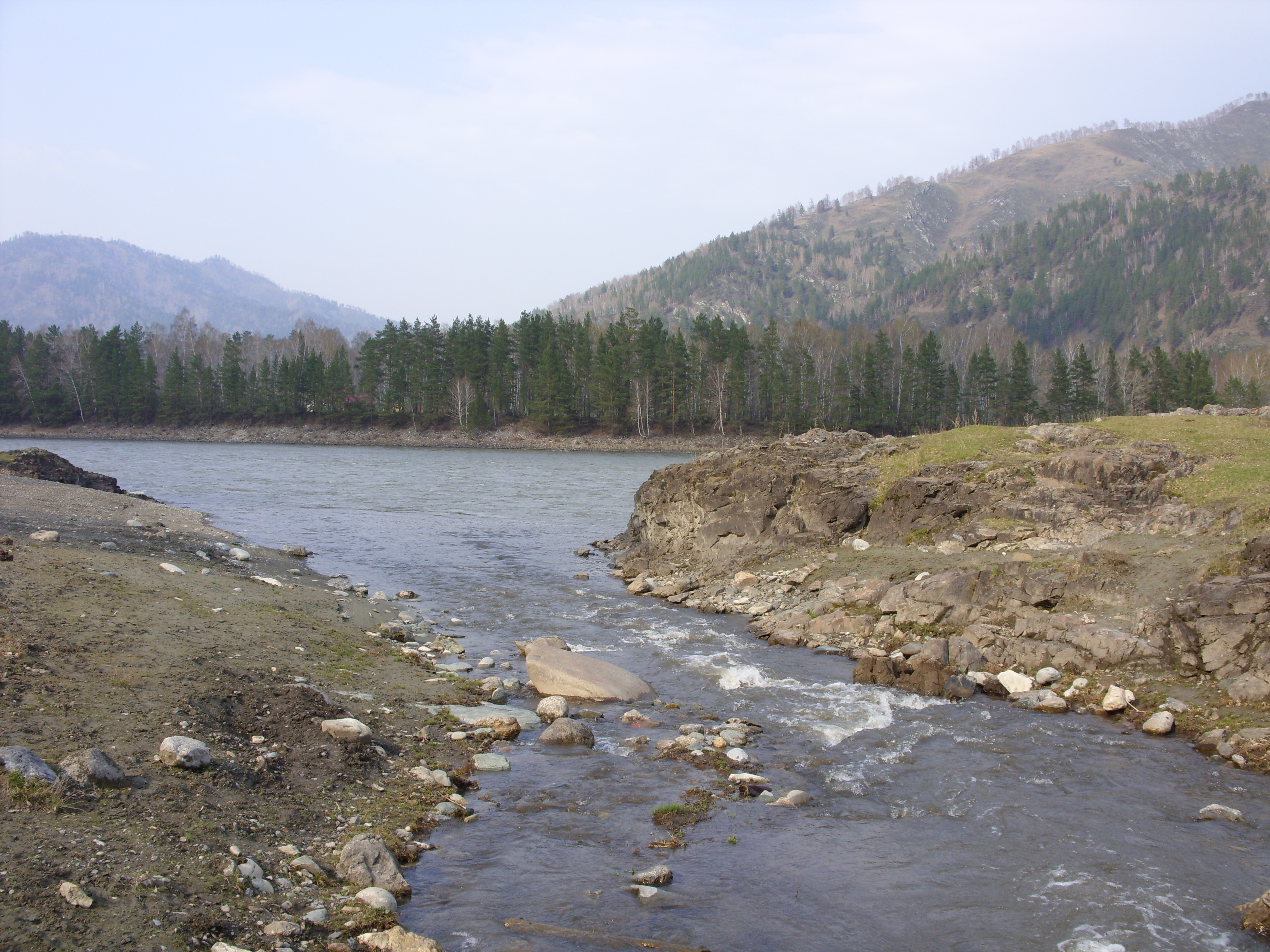
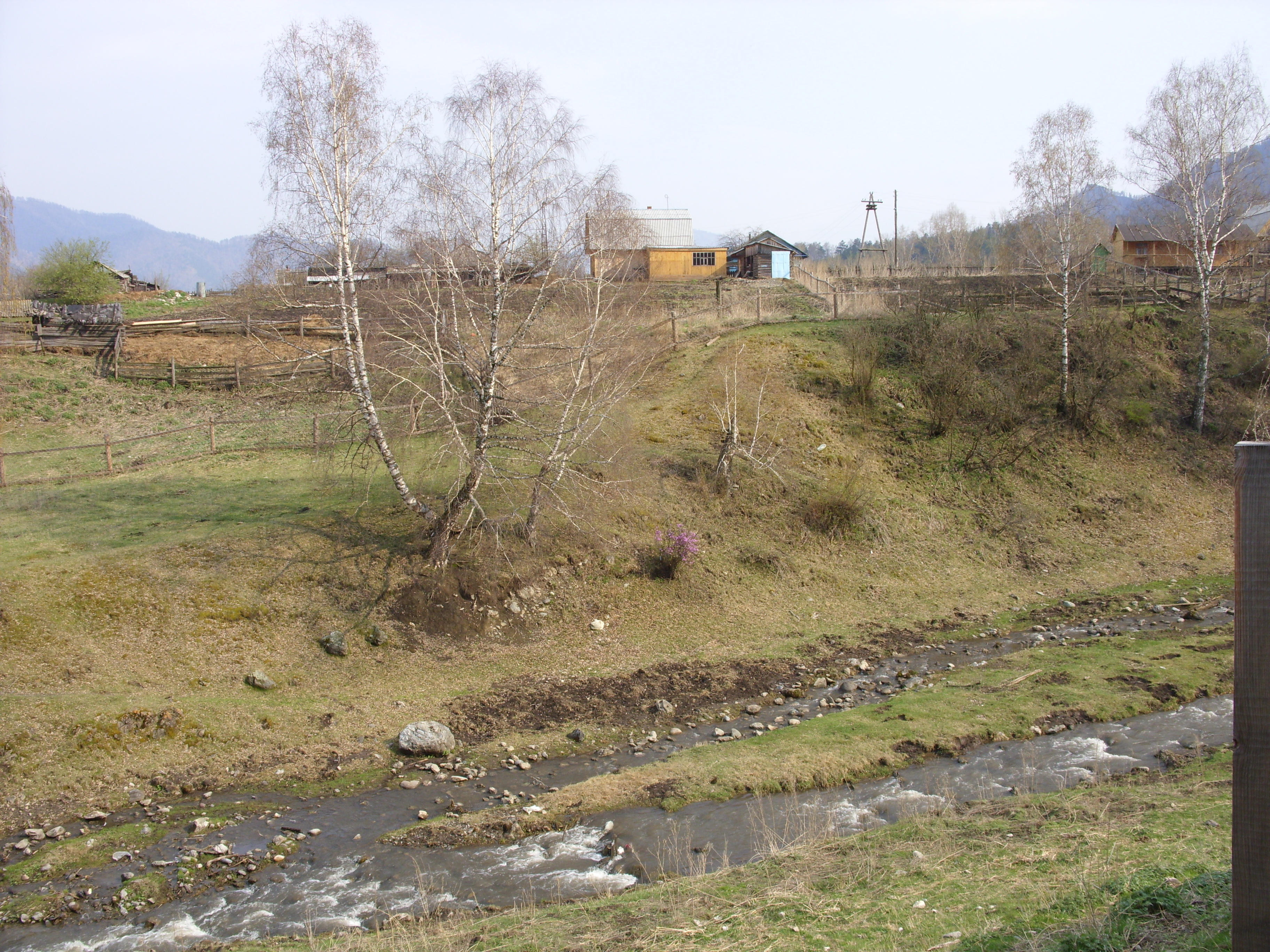